# إيه آند بي كندا
شركة إيه آند بي كندا هي سوبر ماركت كندية عملت منذ عام 1927 وحتى عام 2009، ثم تم تغيير العلامة التجارية لمتاجرها لتصبح ميترو بواسطة شركة ميترو إينك .

## التاريخ
في عام 1927، افتتحت إيه آند بي متاجرها الأولى في كندا. بحلول عام 1929، كانت إيه آند بي موجودة في 200 موقع في أونتاريو وكيبيك.
غادرت إيه آند بي سوق كيبيك في عام 1984، وفي عام 1985 استحوذت على متاجر دومينيون في أونتاريو. استحوذت على سلاسل متاجر بقالة ستينبيرغ في أونتاريو (ميراكل فود ماركت) و(الترا فود آند دراغ ) في عام 1990 عندما قامت الشركة بتجريدهما تحت إدارة جديدة (تم تغيير العلامة التجارية ميراكل مارت بحلول عام 1994 والترا بحلول عام 2008).
في عام 1999، استحوذت على بارن ماركتس، ومقرها هاميلتون، أونتاريو.
في عام 2005، قامت شركة إيه آند بي بتشغيل 135 متجرًا تحت لافتات: إيه آند بي كندا ودومينون والترا فود آند دراغ، بالإضافة إلى ذا بارن ماركتس وفود بايسكس. وظفت أكثر من 34000 موظف في أونتاريو.
في 19 يوليو 2005، أعلنت شركة ميترو إينك . أنها توصلت إلى اتفاقية مع شركة مهمة. للاستحواذ على جميع الأسهم العادية الصادرة والقائمة في إيه آند بي كندا، بسعر اقتناء 1.7 مليار دولار، يتكون من 1.2 مليار دولار نقدًا و500 مليون دولار في شكل أسهم خزينة لشركة ميترو. تم الانتهاء من البيع في 15 أغسطس 2005.
في 7 أغسطس 2008، أعلنت مترو أنها ستستثمر 200 مليون دولار لتوحيد متاجر الأطعمة التقليدية للشركة تحت راية مترو. على مدار 15 شهرًا، تم تحويل جميع لافتات دومينون وإيه آند بي وليوب وذا بارن والترا إلى اسم ميترو.